# 아니메 점장
아니메 점장(일본어: アニメ店長)는 일본의 게임, 만화, 애니메이션 등의 관련 상품을 전문적으로 판매하는 아니메이트(アニメイト, Animate)사의 캐릭터 기획으로, 인기를 얻어 애니메이션화 및 상품화되었다.

## 같이 보기
- 디지캐럿